# Nienke Nijenhuis
Nienke Nijenhuis (Lochem, 6 februari 1978) is een Nederlandse golfster.

## Amateur
Ze begint met golf in 1993, ze komt in de B-selectie, speelt in 1996 haar eerste ELTK (Europees Landen Team Kampioenschap) voor junioren, komt in de  Dames Oranje + selectie, dan haar eerste ELTK Dames, en dan komt de grote overwinning op het Brits Amateur Kampioenschap in 1998. Het jaar daarop wint ze het Nationaal Strokeplay voor Dames op de Rosendaelsche Golfclub, waarna ze weet dat ze professional wil worden. Ze krijgt 3 uitnodigingen om op de Ladies European Tour (LET) te spelen en om in Woburn mee te doen aan het Britse Open, waar ze ook de cut haalt. Nog één jaar blijft ze amateur om het WK te kunnen spelen.

### Gewonnen
- 1997:  NK Strokeplay Junioren.
- 1997:  NK Matchplay Junioren.
- 1998: Brits Amateur Kampioenschap.
- 1999: NK Strokeplay Dames

### Teams
- ELTK: 1996 (junioren), 1997

## Professional
In oktober 2000 werd ze golfprofessional. Ze trainde bij Tim Giles, nationale coach van het Heren Team, en later ook bij Tom O'Mahoney. Ze bleef in Lochem wonen maar reisde over de hele wereld.
Nijenhuis was in de daarop volgende jaren als enige Nederlandse actief op de Ladies European Tour (LET). Ze heeft daar zeven jaar gespeeld en eindigde in 2007 met € 17.979,47 aan prijzengeld op de 82ste plaats van de Order of Merit.

Op de LET was haar beste finish een 5de plaats op het Portugese Open in 2002.

## Amateur
In september 2007 kondigde ze aan haar professionele loopbaan te beëindigen en weer amateur te worden. Haar home course is De Graafschap te Lochem. Haar hele familie speelt golf. Haar broers Tim en Tammo zitten in de herenselectie, haar moeder caddiet vaak voor Nienke, en haar vader is de begeleider van het Heren Team.
In 2008 begon haar 'nieuwe' bestaan. Ze bleef in de golfwereld werken en verbond haar naam en gezicht aan Amsterdam Golf. Dit is een evenement in de RAI in Amsterdam waar 150 exposanten alles over golf laten zien. Het werd voor het eerst in 2007 georganiseerd en trok toen 11.000 bezoekers.
Verder werd zij o.a. de manager van Taco Remkes en is nu manager topsport bij Den Haag Marketing.